# Alchemilla florulenta
Alchemilla florulenta är en rosväxtart som beskrevs av Robert Buser. Alchemilla florulenta ingår i släktet daggkåpor, och familjen rosväxter. Inga underarter finns listade i Catalogue of Life.